# ژان-باتیست گروز
ژان-باتیست گروز (انگلیسی: Jean-Baptiste Greuze؛ ۲۱ اوت ۱۷۲۵ – ۴ مارس ۱۸۰۵) یک نقاش اهل فرانسه بود. او زاده ناحیه بورگونی فرانسه است.
دختر جوان با ریبون آبی، پرتره شارل-کلود فلائو دو لا بیادری، پرتره دنی دیدرو، نقاشی سپتیموس سوروس، دخترک و کبوتر و تخم مرغ‌های شکسته از نمونه آثار او هستند.

## نگارخانه

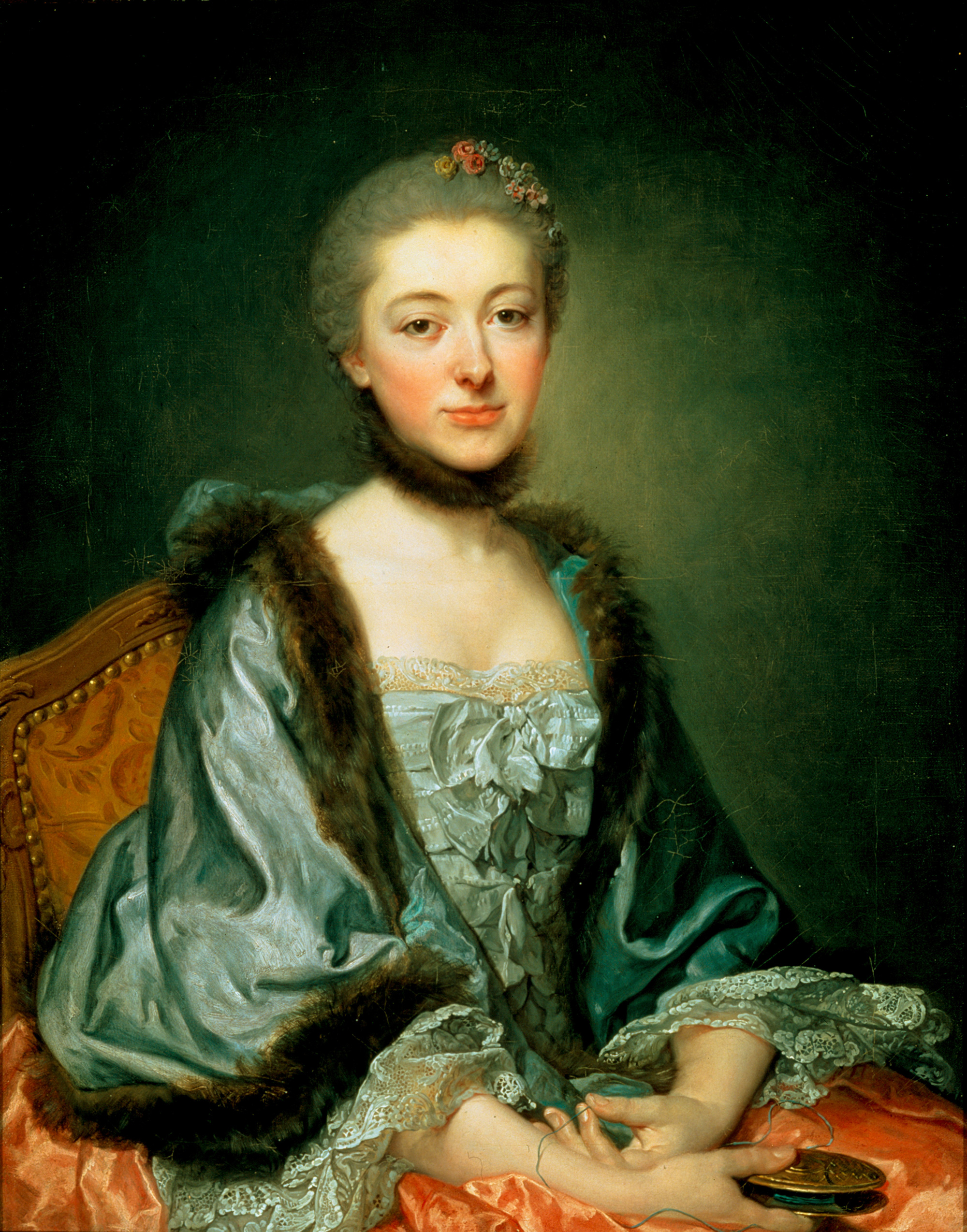
Mme Georges Gougenot de Croissy, née Vïrany de Varennes, 1757
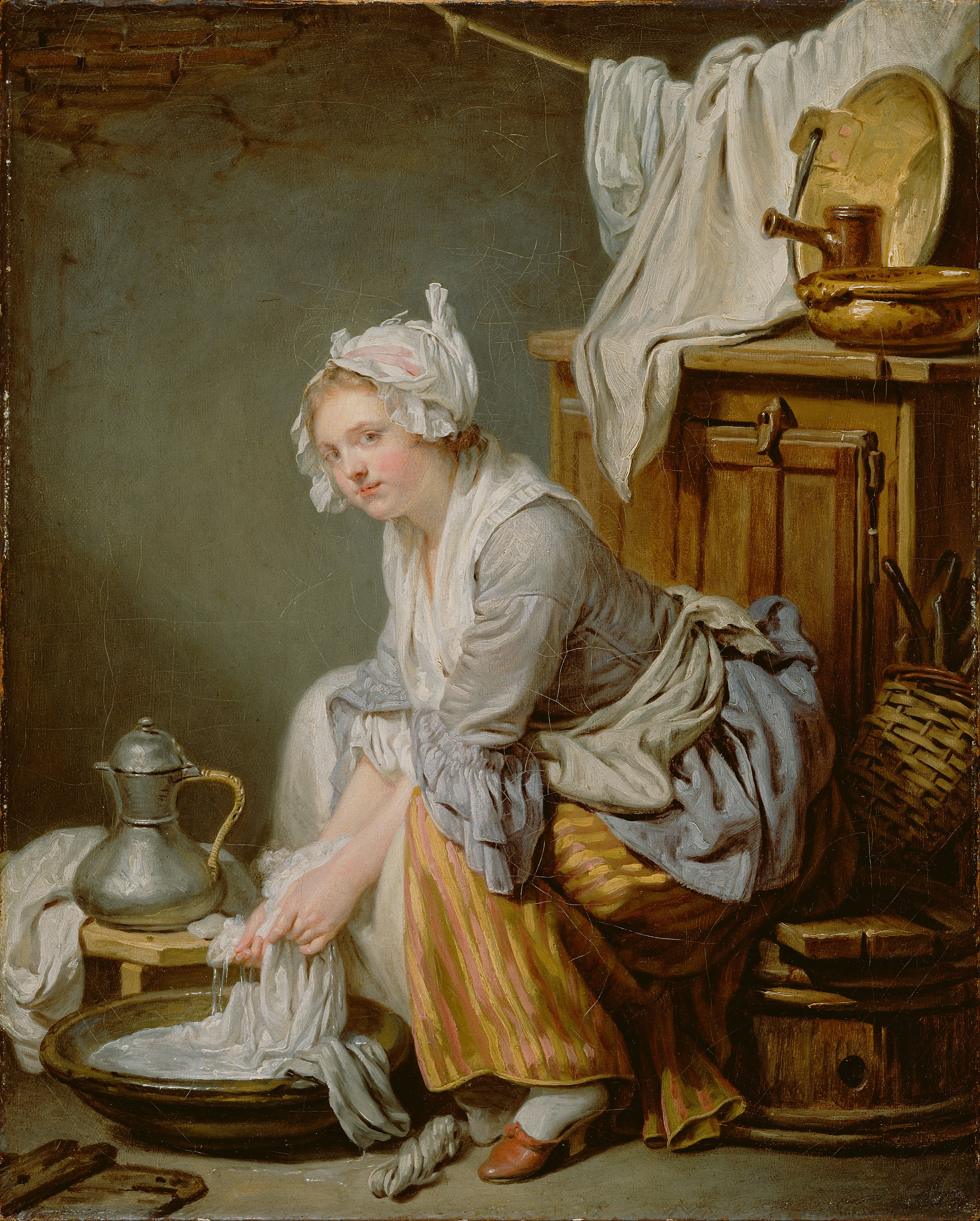
The Laundress (La Blanchisseuse), 1761
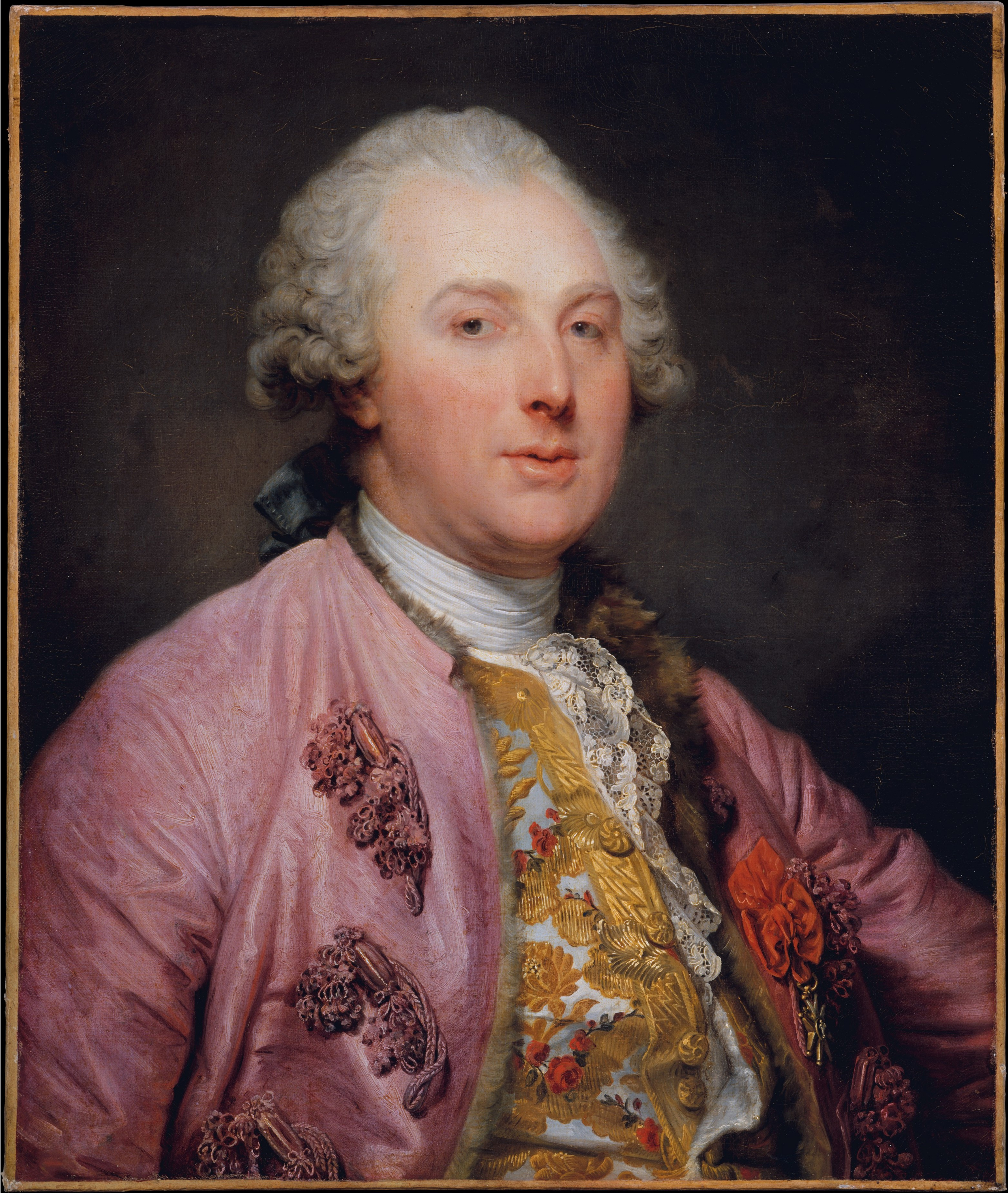
شارل-کلود فلائو دو لا بیادری, ۱۷۶۳
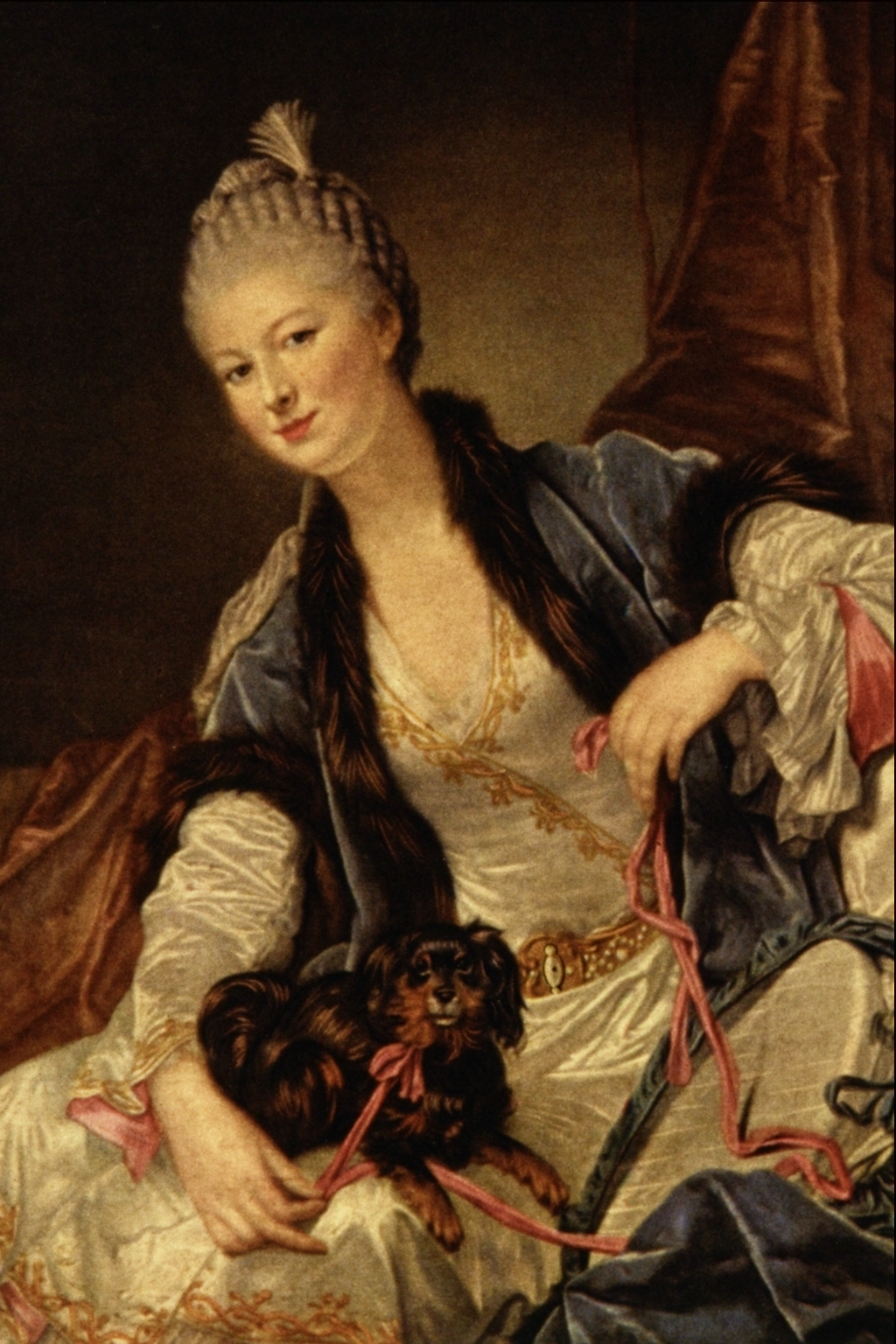
Portrait of Marquise de Chauvelin
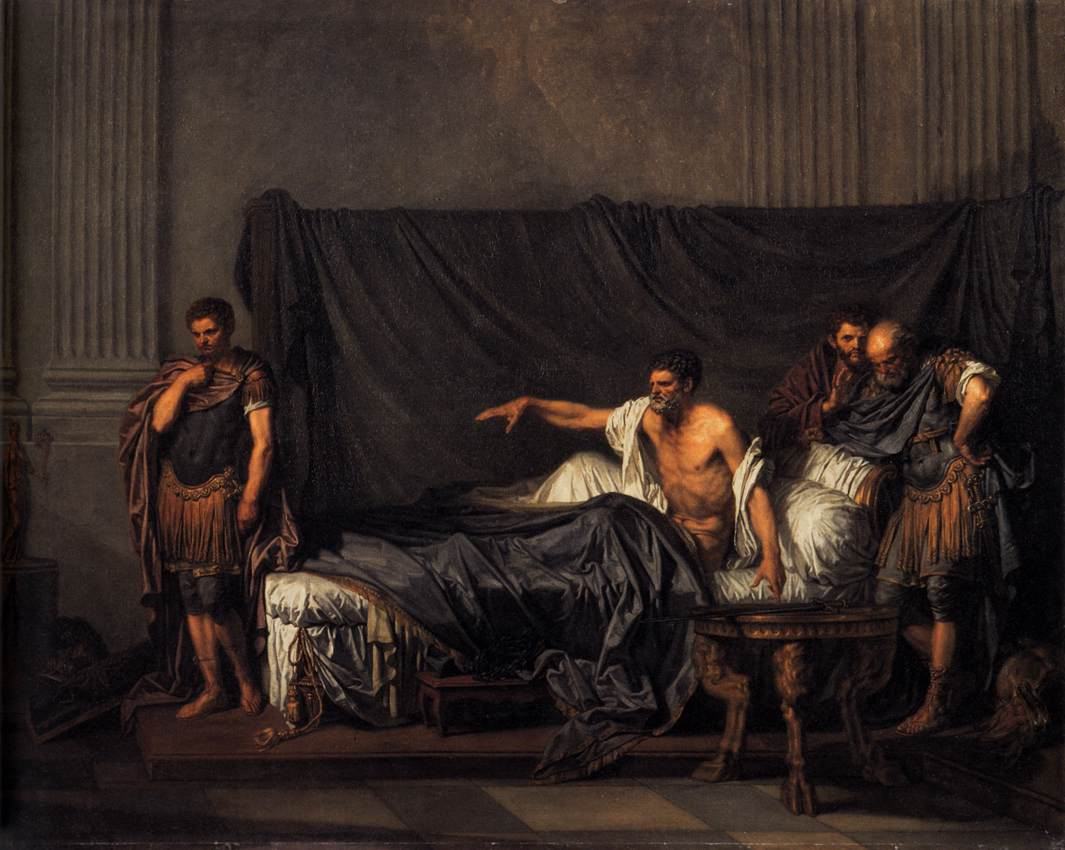
سپتیموس سوروس et کاراکالا. موزه لوور
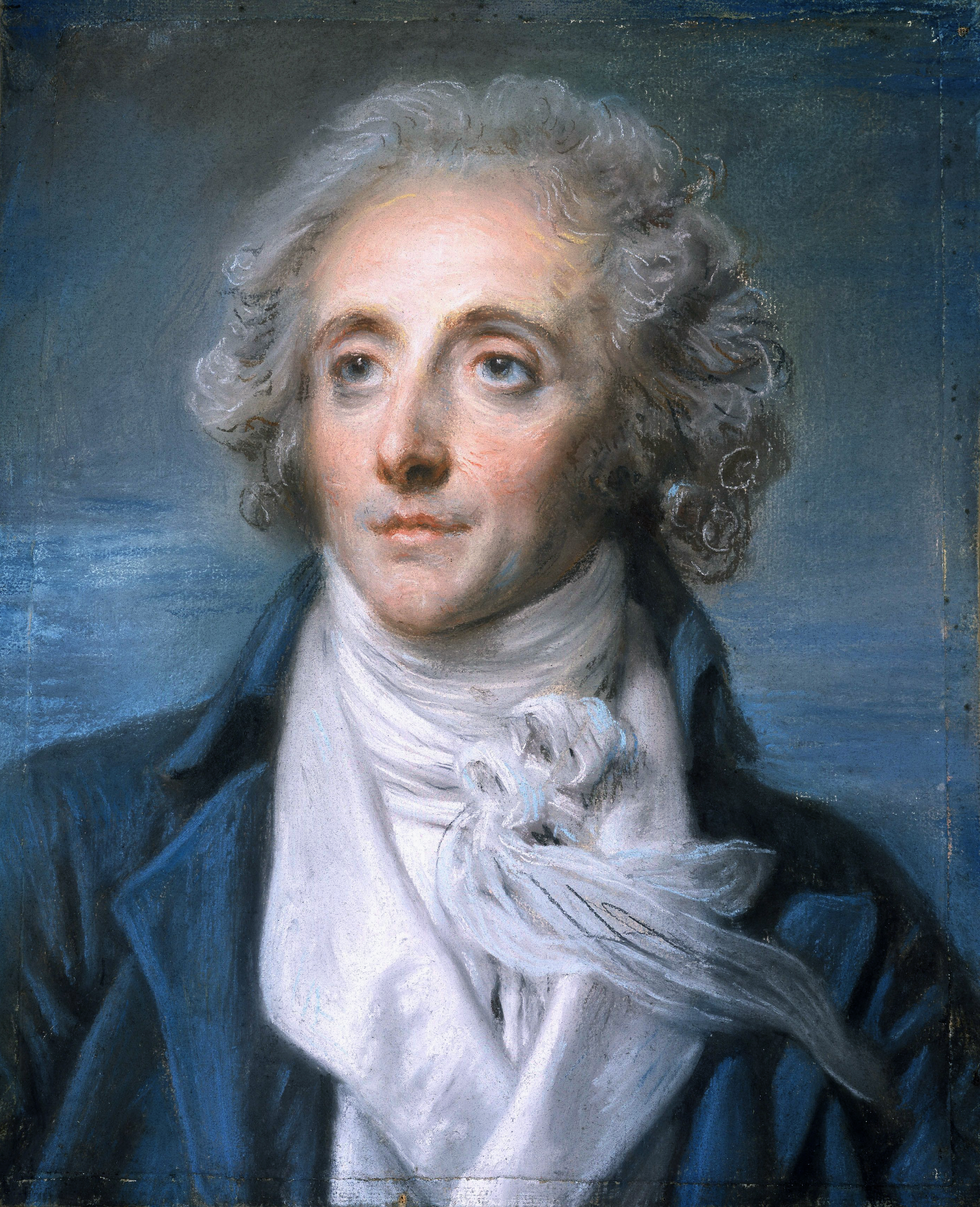
Nicolas-Pierre-Baptiste Anselme,
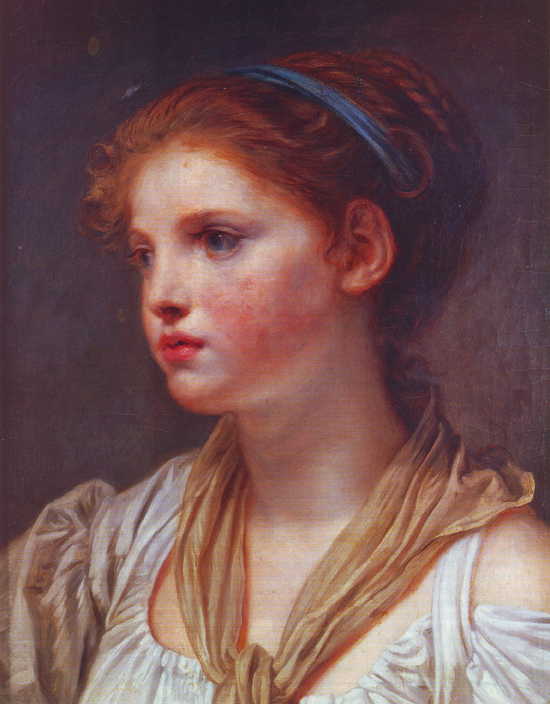
Young girl with blue ribbon
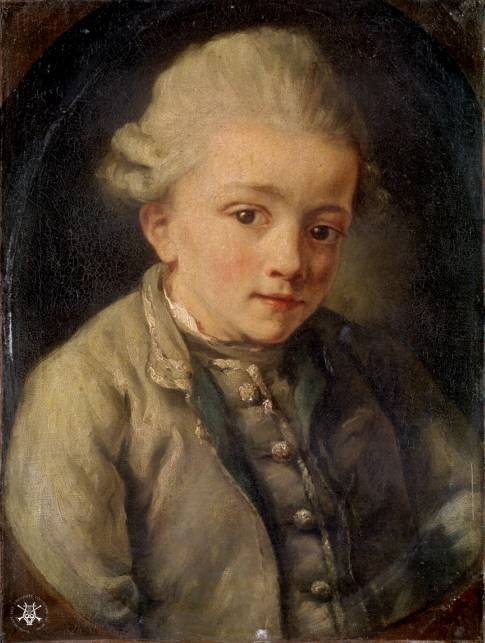
ولفگانگ آمادئوس موتسارت, ۱۷۶۳-۶۴. دانشگاه ییل
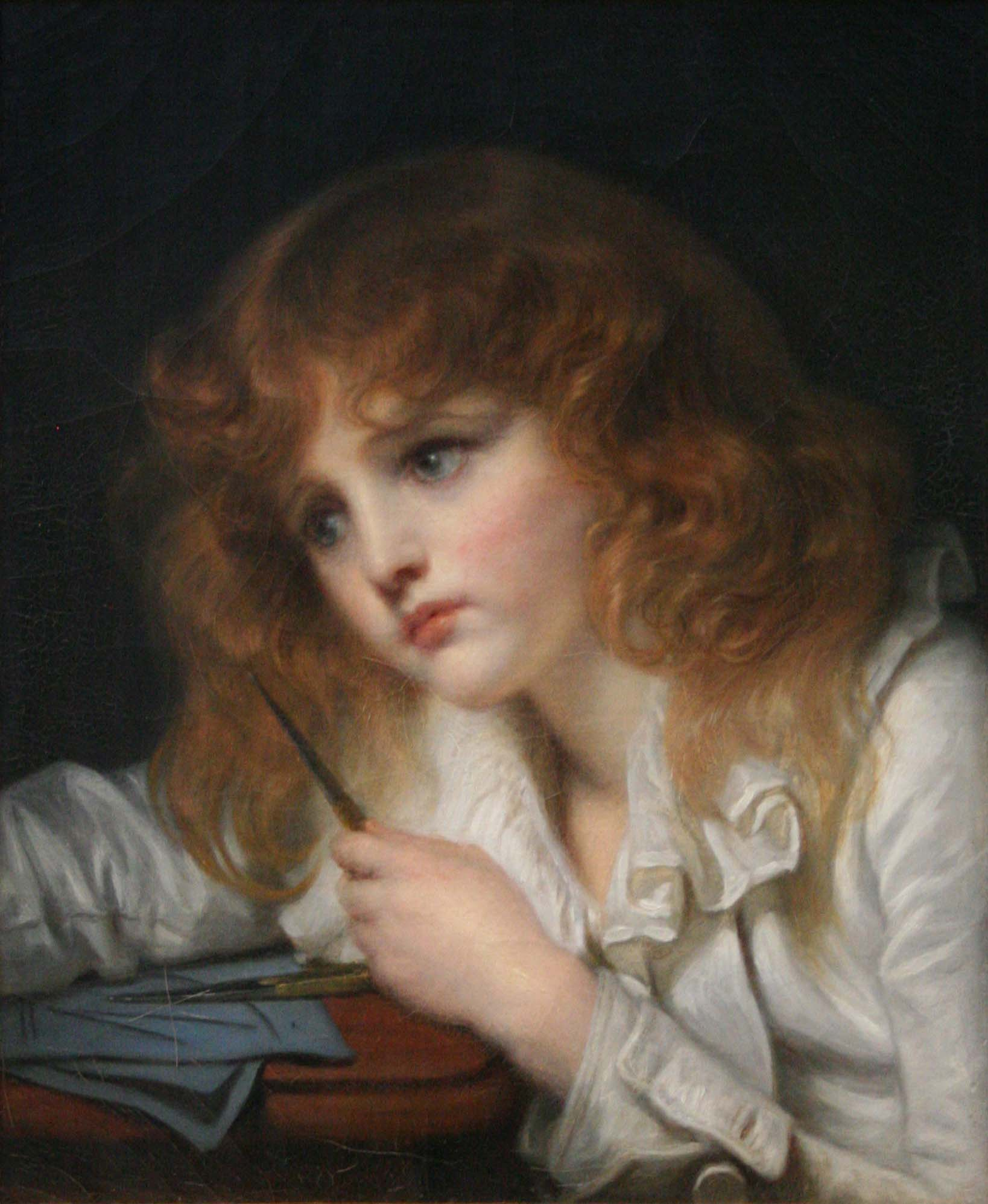
Le petit mathématicien or The young mathematician
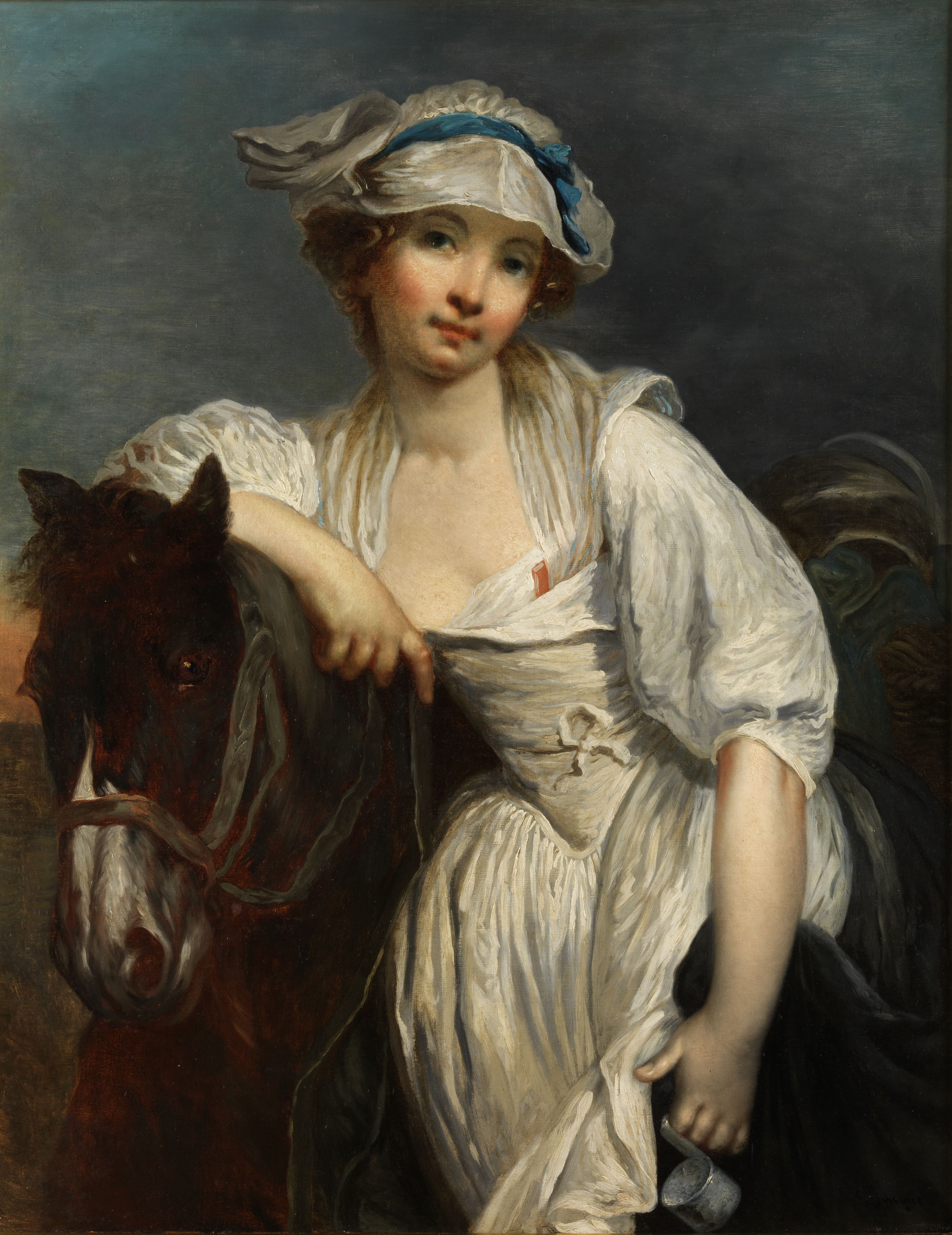
Jeune fille et le cheval
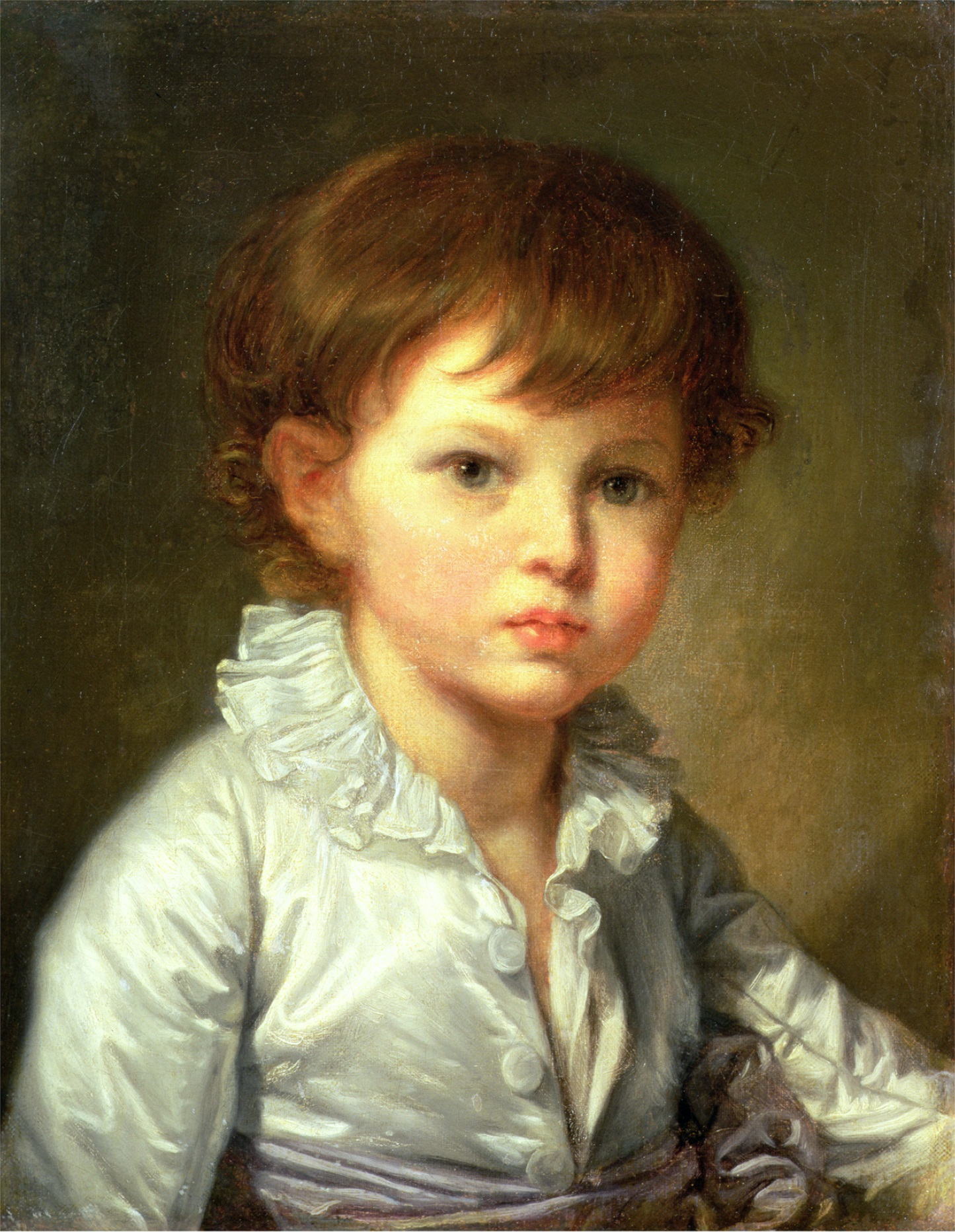
Portrait of Count Stroganov as a Child, 1778
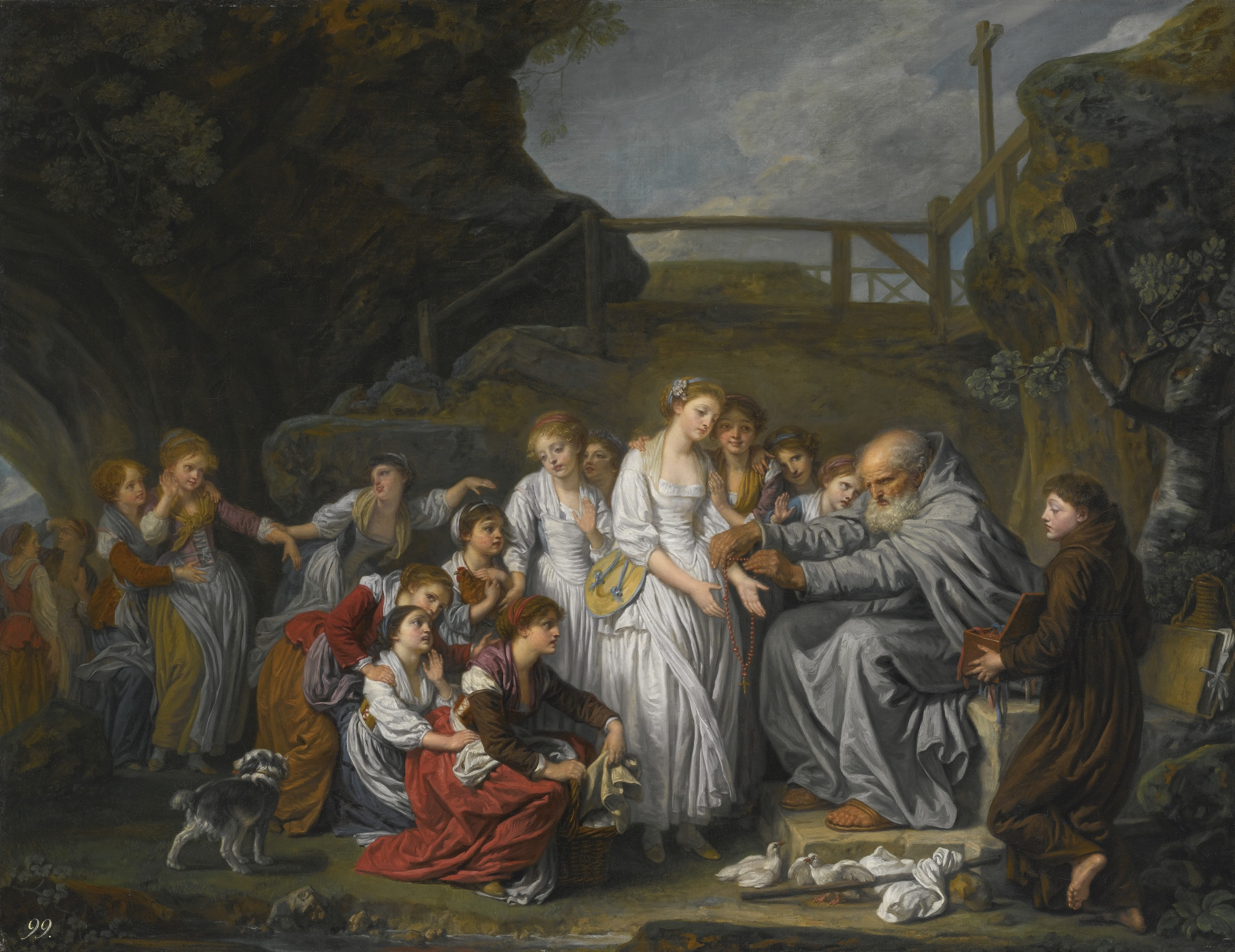
The hermit or The distributor of rosaries